# Panimerus sierra
Panimerus sierra är en tvåvingeart som först beskrevs av Quate 1955.  Panimerus sierra ingår i släktet Panimerus och familjen fjärilsmyggor. Inga underarter finns listade i Catalogue of Life.